# Bârsana, Maramureș

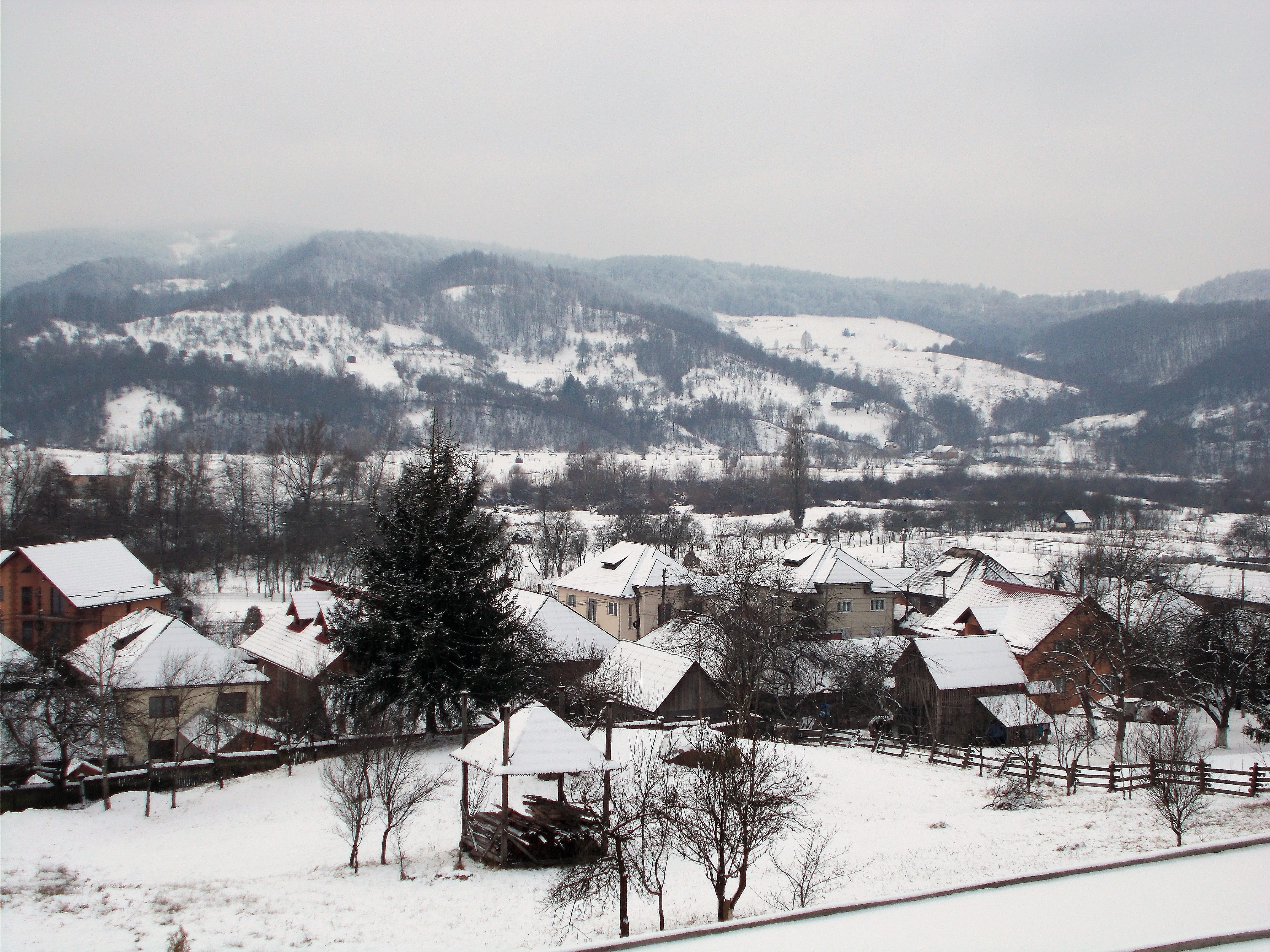
Imagine de iarnă în satul Bârsana

Bârsana este satul de reședință al comunei cu același nume din județul Maramureș, Transilvania, România.

## Etimologie
Etimologia numelui localității: din n.fam. Bârsan (< tema bâr- + suf. -s + suf. -(e)an) + suf. top. -a. 
Muntele localității poartă numele din vechime: Bărsănescu.

## Istorie
Prima menționare documentară a localității datează din 1326 (Zurduky); 1328 (proprietatea cneazului Stan Bârsan); 1390 (Barzanfalua).. 
Regele maghiar Carol Robert de Anjou l-a înnobilat pe Cneazul Stanislău de Bârsana in urma vitejiei arătate în războiul civil pentru tron (începutul secolului al XIV-lea). Din acesta se trag  urmasii: Radu - Ioan - Dragoș - Stanca Bârsan - Vlașin si Carol Coroi de Oncesti 
În prezent Bârsana este una dintre destinațiile preferate ale pelerinilor și turiștilor din țară dar și din străinătate datorită Bisericii de lemn „Intrarea Maicii Domnului în Biserică”, a noii Mănăstiri Bârsana, dar și a portului popular, a porților sculptate în stil maramureșean și nu în ultimul rând a bucătăriei din această zonă. De altfel Valea Izei, prin concentrarea de localități de pe cursul ei, oferă călătorului o incursiune în toate aceste elemente atât în Bârsana cât și în celelalte localități.

## Lăcașuri de cult
- Biserica de lemn „Intrarea Maicii Domnului în Biserică” a fost declarată monument prin Legea nr.5/2000 privind aprobarea planului de amenajare a teritoriului național, patrimoniu UNESCO
- Mănăstirea Bârsana

## Personalități locale
- Gavril Ștefanca de Bârsana - episcop ortodox al Maramureșului în perioada 1735 - 1740.[8][9].
- Petre Lenghel-Izanu (1908-1979), dascăl, publicist, folclorist. Vol. Obiceiuri de Crăciun și colinde din Maramureș (1938), Daina mândră pân Bârsana... (schiță monografică) (1979).
- Nuțu Roșca (n. 1932) - profesor, doctor în filologie
- Ion Bledea (n. 1949), sculptor.
- Teodor Bârsan (n. 1944), sculptor.  [10]
- Ion Marchiș (n. 1955), sculptor, membru UAP, director la Direcția Județeană pentru Cultură (din 2001). Lucrări: Arc Solar (1984), Mihai Viteazu (1994), Pintea Viteazul (1997), I.C. Brăteanu (1997), Avram Iancu (2001) etc.

## Monument istoric
Biserica de lemn „Intrarea Maicii Domnului în Biserică” (1720), patrimoniu UNESCO. 

## Galerie de imagini

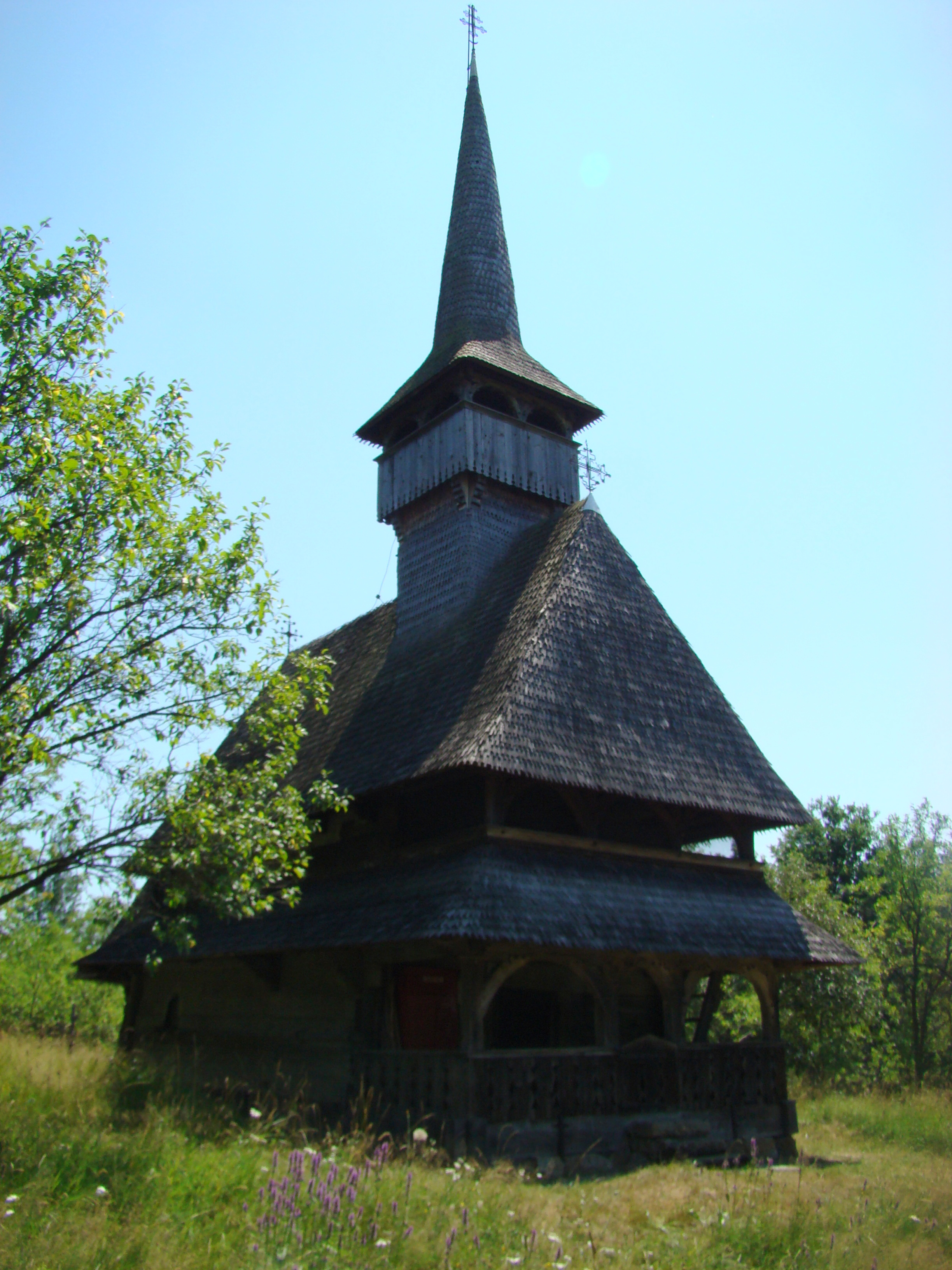
Biserica de lemn din Bârsana
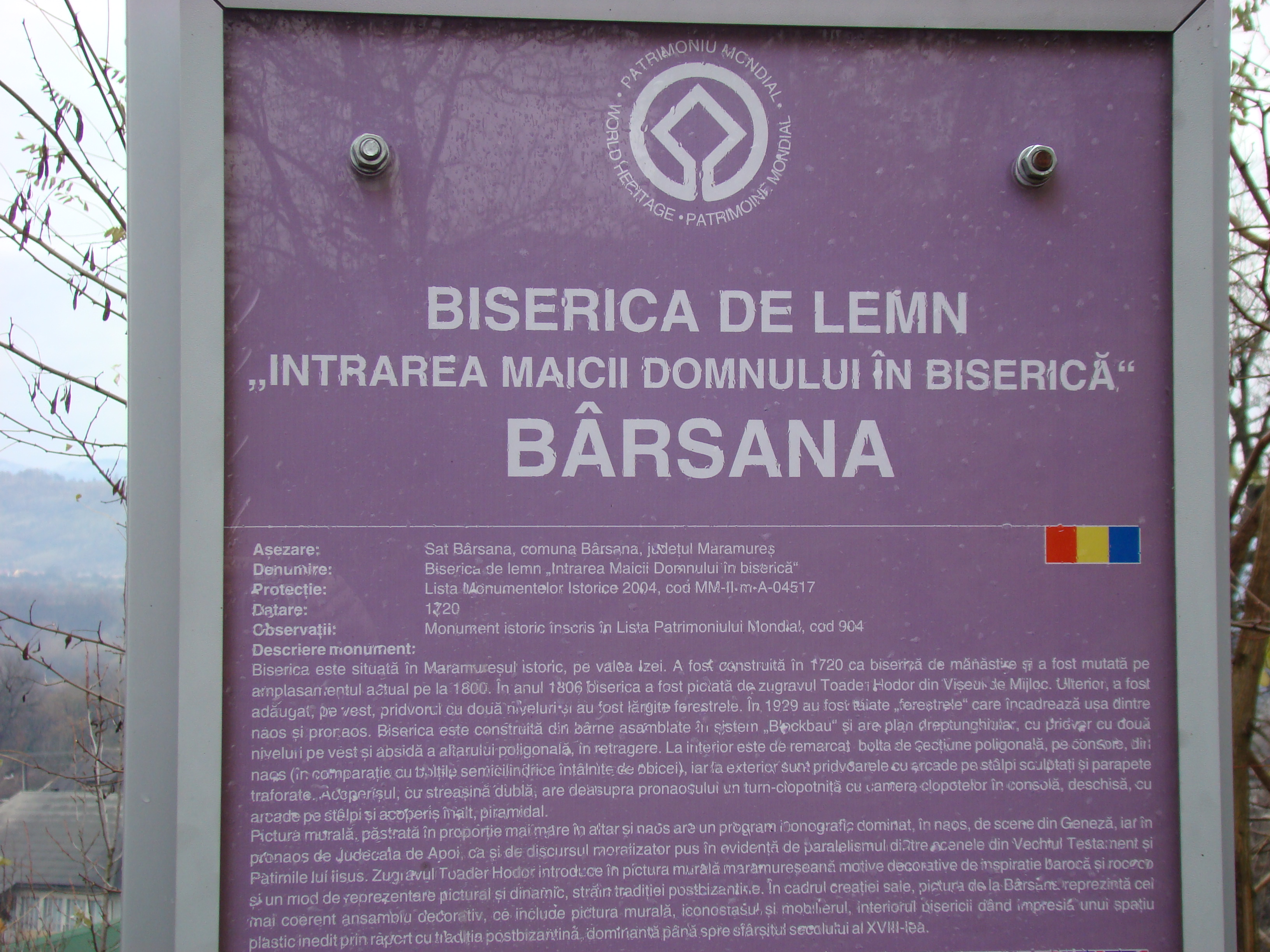
Biserica de lemn din Bârsana
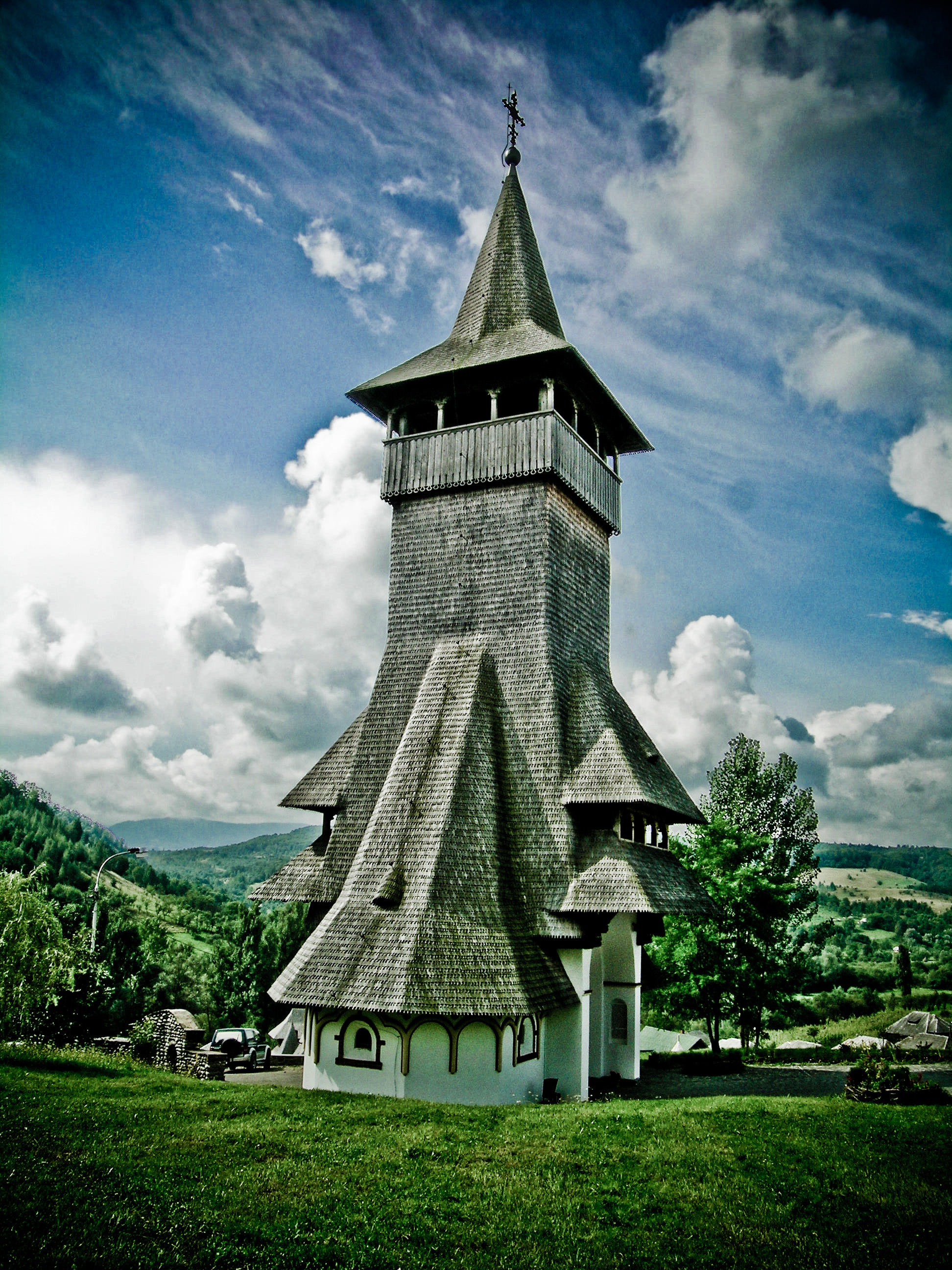
Mânăstirea Bârsana
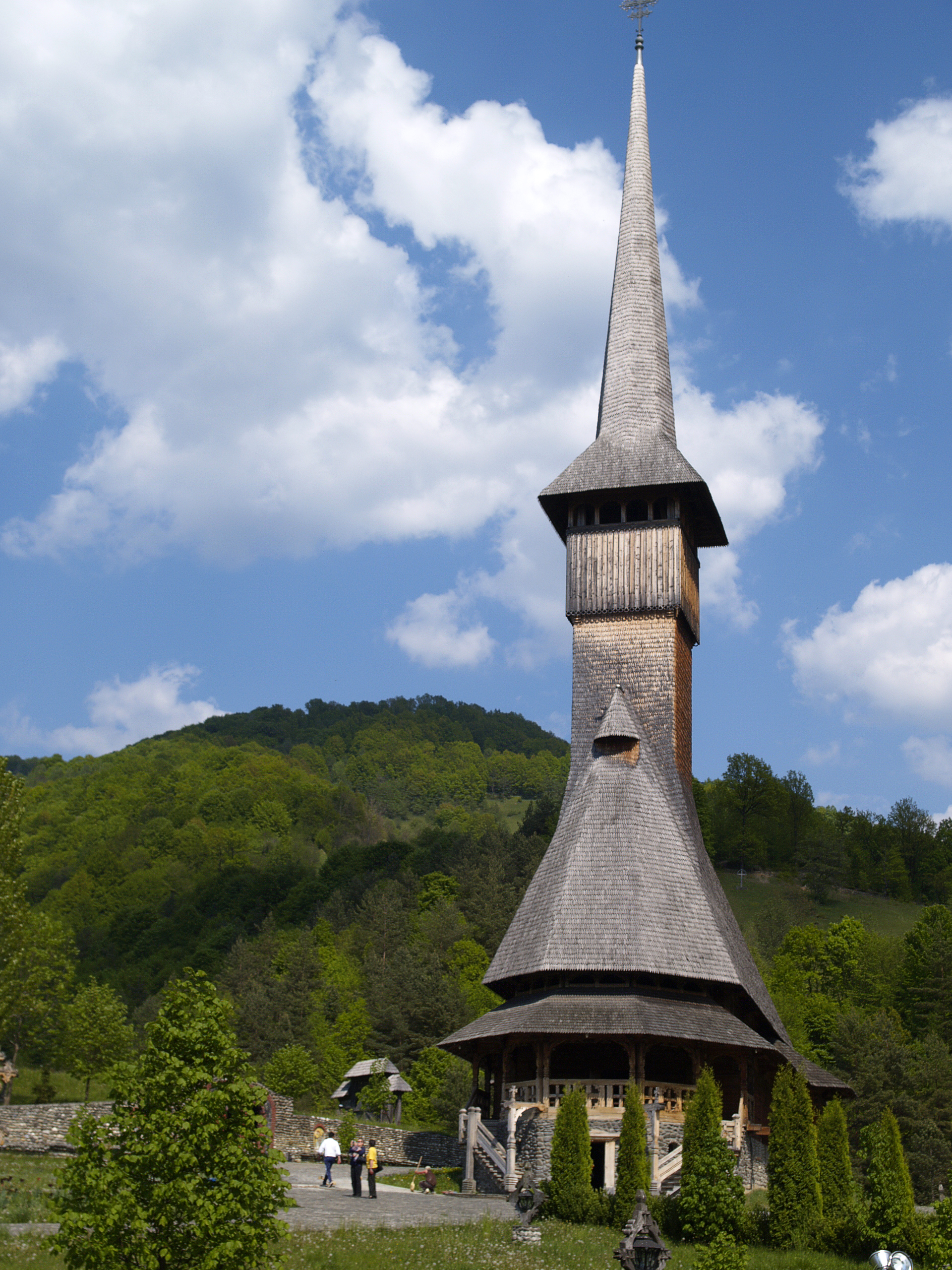
Mânăstirea Bârsana